# 巩国
巩国，是中国历史上春秋时期的一个小诸侯国。

## 地理位置
巩国都城的遗址在河南省巩义市孝义镇西约3公里处的康店村一带，所以称作巩王城。巩国的北面是黄河，西边是洛水，东边能控制虎牢关，南边抵达嵩山，位置险要。

## 历史
巩国是「周室卿采邑国」，巩国国君称作巩伯。前516年被晋国灭。

## 灭亡之后
晋灭巩国后，因为巩国的位置属于「周王畿之地」，所以把巩国送给了周王室。
后来，战国时，西周国分裂为东周、西周国两国。楚国、赵国二国操纵了这个形势。东周国以巩王城为首都立国。东周国实际上是韩国的附庸，东周国后来被秦国灭。巩地被秦始皇划入三川郡。

## 史书记载
- 《世本·氏姓篇》中记载：巩氏，周王族大夫食采于巩为氏，有巩简公。
- 《左传·昭公二十六年》中记载，前516年晋师克巩。

## 君主
- 鞏简公